# Cinémas d'Amérique latine
Cinémas d'Amérique latine est une revue de cinéma fondée en 1992.

## Présentation
Ses articles faits d'interviews, de reportages, visent à faire connaitre, promouvoir et défendre le cinéma d'Amérique centrale et l'Amérique du sud.
La revue est créée en 1992 par l'Association Rencontres des Cinémas d'Amérique Latine de Toulouse (ARCALT), à Toulouse, qui organise ces rencontres depuis 1989 à l'initiative d'Esther et Francis Saint-Dizier et du cinéaste brésilien Paulo Antonio Paranagua (es) qui en a été le rédacteur en chef jusqu'en 1994.
Du numéro 0 (en 1992) contenant une cinquantaine de pages,, elle s'est progressivement étoffée et elle est devenue en 2023, (au numéro 31), une revue couleur plus de 200 pages.
La revue atteste du dynamisme du cinéma latino-américain. Elle publie notamment des dossiers spéciaux en hommage aux figures majeures du cinéma d'Amérique latine, comme Luis Ospina et Patricio Guzmán. Dès ses débuts, les critiques cinématographiques publiées par Cinémas d'Amérique latine se situent dans le sillage de celles des Cahiers du cinéma. 
Sa publication est annuelle. Le contenu est trilingue français, espagnol et portugais à partir de 1997,. La traduction en français des articles en langue originale est organisée par des universitaires.
Elle est aujourd'hui éditée par les Presses universitaires du Midi, associées à l'université Toulouse-Jean-Jaurès.